# Marcial Gómez Balsera
Marcial Gómez Balsera, né le 30 juin 1972 à Monterrubio de la Serena, est un homme politique espagnol membre de Ciudadanos (Cs).
Il est élu député de la circonscription de Cordoue depuis lors des élections générales de décembre 2015.

## Biographie

### Vie privée
Il est marié.

### Études et carrière dans la justice
Membre du conseil des étudiants de la faculté de droit, il réalise ses études à l'université de Cordoue où il obtient sa licence. Poursuivant ses études à l'université autonome de Barcelone, il suit un cursus faisant de lui un expert judiciaire en calligraphie. Exerçant les fonctions d'avoué de justice, il entre au Collège des procureurs de Cordoue en 1997.

### Vie politique
Il suit de près les manifestations citoyennes éclatant après le début de la crise économique de 2008 et notamment le collectif de la société civile Mouvement citoyen. Indiquant se sentir « fasciné par le programme » d'Albert Rivera, cherchant alors à étendre son parti régional sur tout le territoire espagnol, il devient membre de Ciudadanos en janvier 2014. Il participe alors à l'implantation du parti sur le territoire andalou et à la création d'une section militante dans la province de Cordoue ; section dont il a été le secrétaire et l'assesseur juridique.
En juillet 2015, il se présente aux primaires visant à désigner le candidat de la formation dans la circonscription de Cordoue pour les élections générales de décembre 20115. Remportant la mise face à Jesús Lupiáñez, il est investi tête de liste au Congrès des députés. Élu à la chambre basse des Cortes Generales, il est membre de la commission des Politiques d'intégration du handicap et exerce les fonctions de porte-parole adjoint à la commission de la Justice et à celle de l'Agriculture, de l'Alimentation et de l'Environnement.
Il conserve son siège à la suite du scrutin législatif anticipé de juin 2016. Conservant ses fonctions à la commission de la Justice, il perd celles de la commission de l'Agriculture pour devenir porte-parole à la commission du Suivi et de l'Évaluation des accords du Pacte de Tolède et porte-parole adjoint à la commission des Politiques d'intégration du handicap.